# Алпо (Каліфорнія)
Алпо (англ. Alpaugh) — переписна місцевість (CDP) в США, в окрузі Туларе штату Каліфорнія. Населення — 871 особа (2020).

## Географія
Алпо розташоване за координатами 35°53′16″ пн. ш. 119°29′14″ зх. д. / 35.88778° пн. ш. 119.48722° зх. д. (35.887650, -119.487321).  За даними Бюро перепису населення США в 2010 році переписна місцевість мала площу 2,60 км², уся площа — суходіл.

## Демографія
Згідно з переписом 2010 року, у переписній місцевості мешкало 1026 осіб у 226 домогосподарствах у складі 194 родин. Густота населення становила 394 особи/км².  Було 243 помешкання (93/км²).
Расовий склад населення:
| - 37,1 % — білих - 1,1 % — корінних американців - 0,4 % — чорних або афроамериканців - 0,4 % — азіатів - 58,2 % — осіб інших рас |

До двох чи більше рас належало 2,8 %. Частка іспаномовних становила 84,5 % від усіх жителів.
За віковим діапазоном населення розподілялося таким чином: 42,3 % — особи молодші 18 років, 51,7 % — особи у віці 18—64 років, 6,0 % — особи у віці 65 років та старші. Медіана віку мешканця становила 21,8 року. На 100 осіб жіночої статі у переписній місцевості припадало 107,3 чоловіків;  на 100 жінок у віці від 18 років та старших — 106,3 чоловіків також старших 18 років.
Середній дохід на одне домашнє господарство  становив 36 489 доларів США (медіана — 27 222), а середній дохід на одну сім'ю — 35 855 доларів (медіана — 27 232). За межею бідності перебувало 48,0 % осіб, у тому числі 63,3 % дітей у віці до 18 років та 25,0 % осіб у віці 65 років та старших.
Цивільне працевлаштоване населення становило 302 особи. Основні галузі зайнятості: сільське господарство, лісництво, риболовля — 47,7 %, виробництво — 9,9 %, освіта, охорона здоров'я та соціальна допомога — 6,3 %, роздрібна торгівля — 6,0 %.